# Acanthermia inculta
Acanthermia inculta là một loài bướm đêm trong họ Noctuidae.